# Râul Brătoaia
Râul Brătoaia este un curs de apă, afluent al râului Dâmbovicioara.